# Mallomys
Genre
Mallomys est un genre de rongeurs de la famille des Muridae. Ils sont nommés en français Rats de Nouvelle-Guinée.

## Description
Ce sont de gros rats gris au poil hirsute, les plus grands représentants de la famille des Muridae. Mallomys istapantap est la plus grande espèce de rongeurs des régions zoogéographiques australienne et océanienne.

## Répartition
Ce genre est endémique de Nouvelle-Guinée, et ne vit qu’au-delà de 1 000 m d'altitude le long de la cordillère centrale de Nouvelle-Guinée et de la péninsule de Huon. L'espèce Mallomys istapantap a été scientifiquement observée et documentée vivante dans la nature pour la première fois en 2025.

## Systématique
Le nom valide complet (avec auteur) de ce taxon est Mallomys Thomas, 1898.

### Synonymes
Mallomys a pour synonyme :
- Dendrosminthus De Vis, 1907

### Liste des espèces
Ce genre regroupe quatre espèces décrites,,,, :
- Mallomys aroaensis (De Vis, 1907) - Mallomys de De Vis
- Mallomys gunung Flannery, Aplin & Groves, 1989 - Mallomys alpin
- Mallomys istapantap Flannery, Aplin & Groves, 1989 - Mallomys subalpin
- Mallomys rothschildi Thomas, 1898 - Mallomys de Rothschild

La taxinomie du genre a été révisée par Flannery et al. en 1989, mais le nombre réel d'espèces n'est toujours pas résolu. Une espèce distincte non encore décrite se trouve sur les monts Arfak dans la province de Papouasie occidentale. Une autre, le Rat laineux de Bosavi, a été découverte en 2009 dans le cratère éteint du mont Bosavi (en), sans être non-plus décrite scientifiquement.

## Menaces et conservation
Mallomys gunung est classée en danger par l'UICN (24 mai 2025). Les trois autres espèces sont de préoccupation mineure.